# Street Hassle
Street Hassle är ett album från 1978 av rockmusikern Lou Reed, hans andra för Arista Records. Albumet var hans första efter punkens definitiva genombrott, vilket han själv i viss mån varit inspiratör till, och var tydligt influerat av punkens minimalism. Delar av albumet är inspelade live.
Bruce Springsteen gör ett gästframträdande på titelspåret med ett kortare rapp-liknande parti mot slutet av låten, bland annat innehållande en rad från sin egen låt "Born to Run".

## Låtlista
Samtliga låtar skrivna av Lou Reed.
1. "Gimmie Some Good Times" - 3:15
2. "Dirt" - 4:58
3. "Street Hassle" - 11:00
4. "I Wanna Be Black" - 2:52
5. "Real Good Time Together" - 3:19
6. "Shooting Star" - 3:09
7. "Leave Me Alone" - 4:44
8. "Wait" - 3:14